# Ellen Imellem
Ellen Imellem er en dansk tv-serie fra 2022 udgivet af DR, der tager en række kontroversielle emner op ved at lade en person interviewe en anden person gennem programmets vært uden den interviewedes viden. Værten er journalist Ellen Kirstine Jensen, deraf programmets navn.
DR kategoriserede programmet under "humor/satire". Programmet er blevet kritiseret for at sprede fake news til unge mennesker, og medvirkende forskere har indklaget programmet til Pressenævnet for at føre de medvirkende forskere bag lyset. Pressenævnet skrev i en kendelse den 15. december 2022, at de medvirkende "ikke kunne anses for at have fået tilstrækkelig information til at kunne vurdere, hvorvidt de ville deltage i programmet", og kritiserede derfor DR "for at bringe de påklagede udsendelser uden klagernes samtykke".